# Lambrugo
Lambrugo é uma comuna italiana da região da Lombardia, província de Como, com cerca de 2.223 al 30 de setembro de 2003 habitantes. Estende-se por uma área de 1.92 km², tendo uma densidade populacional de 1158 hab/km². Faz fronteira com Costa Masnaga (LC), Inverigo, Lurago d'Erba, Merone, Nibionno (LC).

## Demografia
| Variação demográfica do município entre 1861 e 2011                               |
|                                                                                   |
| Fonte: Istituto Nazionale di Statistica (ISTAT) - Elaboração gráfica da Wikipedia |